# 狄奧多爾二世 (尼西亞帝國)
塞奥多利二世·杜卡斯·拉斯卡利斯（希腊语：Θεόδωρος Δούκας Λάσκαρις；罗马化：Theodōros Doukas Laskaris；1221年/1222年11月—1258年8月18日），又译塞奥佐罗斯二世·祖卡斯·拉斯卡里斯，是1254年至1258年期间在位的尼西亚皇帝。塞奥多利是皇帝约翰三世·杜卡斯·瓦塔泽斯和皇后伊琳妮·拉斯卡丽娜独子。塞奥多利的母亲是塞奥多利一世·拉斯卡利斯长女，1204年第四次十字军东征攻占拜占庭帝国首都君士坦丁堡后，塞奥多利一世·拉斯卡利斯在小亚细亚建立尼西亚帝国，是为拜占庭帝国继承国。塞奥多利受到两位著名学者尼基弗鲁斯·乌拉米泽、乔治·阿克罗颇立塔斯良好教育。塞奥多利结交年轻知识分子，尤其和出身低微的侍从乔治·木扎伦结为好友。塞奥多利年轻时就开始撰写关于神学、历史、哲学主题的论著。
1235年，皇帝约翰三世安排塞奥多利与伊琳妮·阿萨妮娜结婚，目的是与她父亲、保加利亚沙皇伊凡·阿森二世结成联盟，以对抗君士坦丁堡拉丁帝国。据塞奥多利自己所述，他们婚姻很幸福，育有五六个子女。从1241年起，塞奥多利在父亲频繁在巴尔干半岛作战期间，代表父亲积极参与尼西亚帝国在小亚细亚的政务。大约自1242年起，塞奥多利与父亲共同统治，但未被加冕为共治皇帝。与父亲共治期间，塞奥多利与塞奥多利·菲莱斯、米哈伊尔·帕列奥列格等显赫贵族关系紧张。
1254年11月4日，塞奥多利继承父位。塞奥多利罢免许多出身贵族的高级官员和军队指挥官，代之以包括一些出身低微者在内的亲信朋友。同年，塞奥多利与罗姆苏丹国塞尔柱王朝苏丹凯考斯二世结成防御同盟，以对抗蒙古帝国。1256年，保加利亚入侵色雷斯、马其顿，塞奥多利将其击退，迫使伊庇鲁斯统治者米哈伊尔二世·科穆宁·杜卡斯将亚得里亚海沿岸的都拉斯割让给尼西亚帝国。塞奥多利改革军队，从小亚细亚当地农民中招募更多士兵。最终，伊庇鲁斯专制君主米哈伊尔二世、塞尔维亚国王斯特凡·乌罗什一世、西西里国王曼弗雷德结成联盟对抗尼西亚帝国。他们在1257年联合入侵后，塞奥多利新任命的将领无法抵御。塞奥多利在生命最后几个月里身患重病，很少能参与帝国政务。塞奥多利指定乔治·木扎伦为未成年儿子约翰四世的摄政后，死于慢性癫痫或癌症。十天后，木扎伦在贵族阴谋中遇害，米哈伊尔·帕列奥列格担任摄政，不久便篡夺皇位。

## 早年

### 童年
塞奥多利于1221年末或1222年初出生在尼西亚皇宫中，父亲是皇帝约翰三世·杜卡斯·瓦塔泽斯（1221年—1254年在位），母亲是伊琳妮·拉斯卡丽娜。伊琳妮是尼西亚帝国建立者塞奥多利一世·拉斯卡利斯（1205年—1221年在位）长女。尼西亚帝国是1204年第四次十字军东征期间天主教（“拉丁人”）十字军攻占君士坦丁堡后，从拜占庭帝国中分裂出来的一个继承国。瓦塔泽斯是伊琳妮第三任丈夫，出身于与科穆宁和安苴鲁斯皇室家族有亲戚关系的拜占庭贵族家庭，曾担任宫廷首席侍卫长。虽然伊琳妮两个弟弟早逝，但塞奥多利一世并未正式指定瓦塔泽斯为皇位继承人，他很可能期望自己第三任妻子、拉丁公主库尔特奈的玛丽亚能生下儿子，但她未能如愿为他生儿育女。1221年11月，塞奥多利一世去世，瓦塔泽斯不得不动用武力击败已故皇帝的兄弟阿莱克修斯·拉斯卡利斯、伊萨克·拉斯卡利斯以夺取皇位，他在1223—1224年冬波伊马讷农战役中不仅战胜他们，还将他们拉丁盟友击败，从而有助于削弱君士坦丁堡拉丁帝国在小亚细亚的势力。
塞奥多利是父母独子，母亲曾在骑马事故中受伤，生下他后无法再生育。塞奥多利随母亲姓氏，与同名外祖父联系在一起。塞奥多利自己写道，他“像皇室子弟通常那样被抚养长大”，很可能指的是在皇宫女眷区的成长环境以及围绕着他的奢华生活。塞奥多利童年很快乐，他“经常从父亲那里得到极大的慰藉”，他还记得导师指责他行为不端时，父母也不肯惩罚他。

### 教育

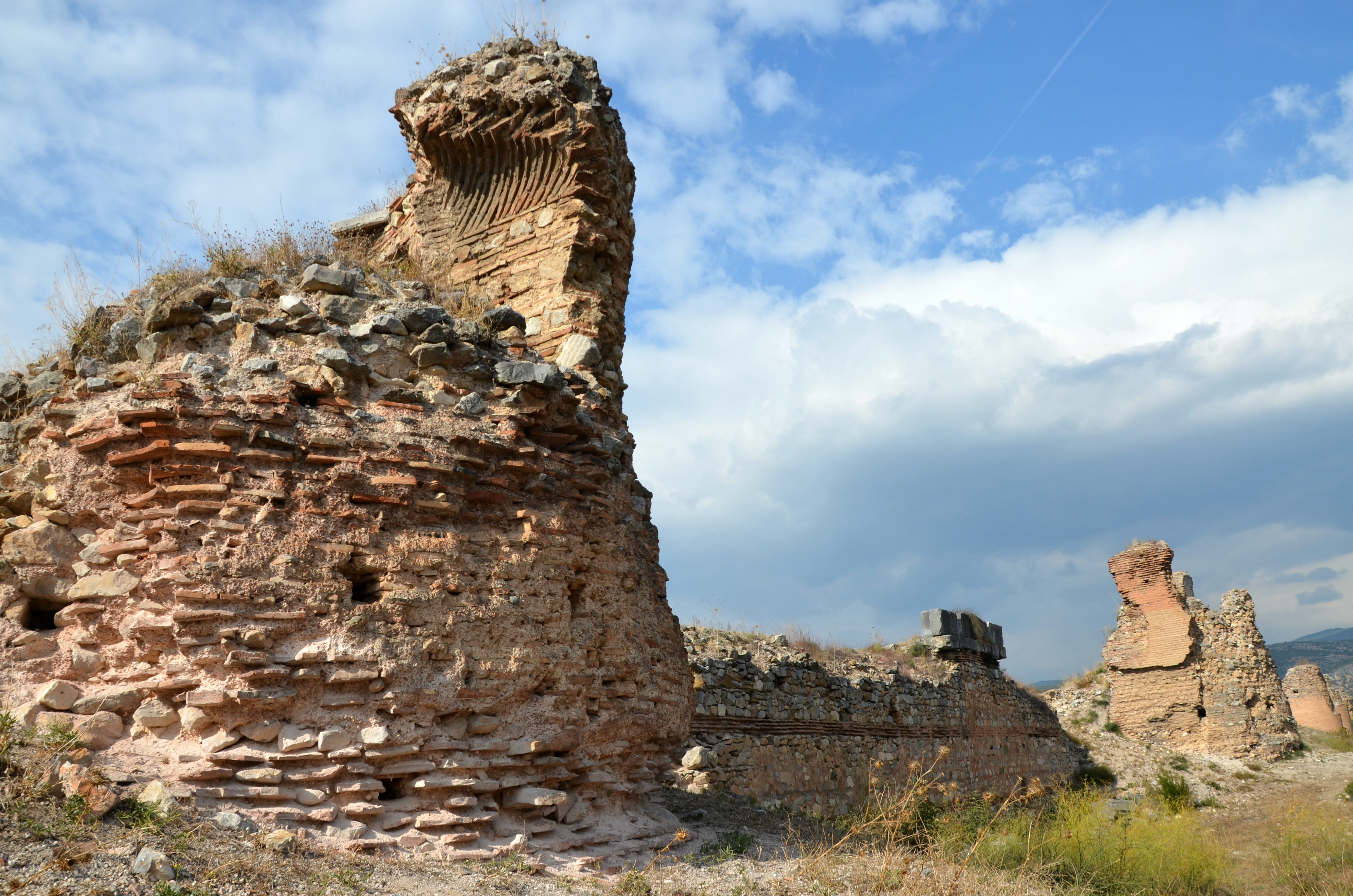
尼西亚城墙遗址（如今位于土耳其的伊兹尼克）

1228年左右，塞奥多利可能被托付给一位启蒙教师照顾，因为大多数尼西亚贵族子弟的正规教育大约从六岁开始。塞奥多利所受教育包括要背诵《圣经》经文，每天祈祷三次，直到生命尽头他都能背诵《诗篇》和耶稣的比喻。塞奥多利大约从1230年开始受中等教育，他厌恶自己的首席授业导师，在自己著作中描述他为“喋喋不休的大嘴巴”，但未提及他名字。塞奥多利学习三年语法（即阿提卡希腊语）、诗歌、修辞、逻辑、数学、天文学、几何、音乐。小塞奥多利在学习语法的过程中，对多义词和语源学保持着终身兴趣，尤其钦佩德摩斯梯尼、塔尔苏斯的赫摩根尼斯的演说，以及神学家纳齐安的额我略的著作。塞奥多利的导师嘲笑他“高谈哲学”，敦促他多花时间学习军事和外交。塞奥多利对狩猎充满热情，还是骑术精湛的马球手。
在1230年克洛克特尼查战役中，塞萨洛尼基皇帝兼伊庇鲁斯统治者塞奥多利·科穆宁·杜卡斯（1215年—1230年在位）惨败于伊琳妮·阿萨妮娜的父亲、保加利亚沙皇伊凡·阿森二世（1218年—1241年在位）。克洛克特尼查战役削弱同样希望收复君士坦丁堡的伊庇鲁斯-塞萨洛尼基，使保加利亚成为巴尔干半岛的主导强国。克洛克特尼查战役后不久，塞奥多利与伊琳妮的婚姻事宜就开始商讨。1235年，塞奥多利和伊琳妮完婚，两位父亲共同对抗君士坦丁堡拉丁帝国的联盟得以巩固。同年，保加利亚、尼西亚联军围攻君士坦丁堡，但未能攻克君士坦丁堡城。1237年，伊凡·阿森背叛亲家公，与拉丁人结盟，以阻止尼西亚帝国扩张到色雷斯，但在当年年底前又与亲家公重新结盟。岳父在战术上的反复无常让塞奥多利确信自己不能完全信任保加利亚人，而且余生都持有这种观点。
塞奥多利师从极负盛名的教师尼基弗鲁斯·乌拉米泽学习哲学。乌拉米泽是以弗所一座修道院的修道院长，塞奥多利为向他学习，在父亲位于尼姆菲翁的冬宫附近居住。乌拉米泽狂热的亚里士多德主义对塞奥多利产生很大影响，塞奥多利在自己著作中经常引用亚里士多德的诸如潜能与现实等概念。1240年代初，一名学生指控乌拉米泽贪污，尽管瓦塔泽斯出面干预，使乌拉米泽免于牢狱之灾，但他不再继续从事教学。塞奥多利仍定期去看望乌拉米泽，与他保持着书信往来。年轻学者乔治·阿克罗颇立塔斯取代乌拉米泽成为塞奥多利的首席授业导师。阿克罗颇立塔斯出生于君士坦丁堡，亲历过拉丁人统治下的君士坦丁堡城，他在逻辑和数学方面完善塞奥多利的知识。阿克罗颇立塔斯同时是历史学家，完成有尼西亚帝国最详尽的编年史。
1239年末，塞奥多利的母亲去世。瓦塔泽斯于1240年夏末就再婚，迎娶神圣罗马帝国皇帝弗里德里希二世（1220年—1250年在位）私生女科斯坦察，她被改名为安娜。当时安娜大约只有十岁，瓦塔泽斯还与她的意大利侍女玛柴丝娜发生不体面恋情。玛柴丝娜获授穿紫色鞋子、用紫色马具装备马匹的权利，紫色是只有皇帝近亲才能服用的颜色。

## 青年

### 最初的行政工作

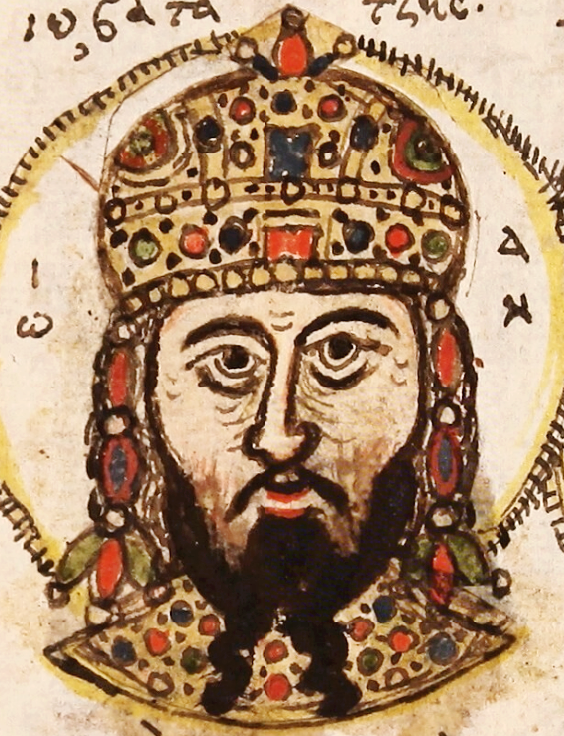
15世纪的约翰三世·瓦塔泽斯画像（来自《Mutinensis gr. 122》）

如果瓦塔泽斯遵循前任皇帝做法，那么塞奥多利在孩童时期就被宣布为共治者。阿克罗颇立塔斯在史书中叙述1235年至1237年以及1242年发生的事件时提到塞奥多利是共治皇帝。从大约1242年起，塞奥多利在书信中就自称为“朕”。但塞奥多利在父亲在世时未被加冕，这可能是后来两位拜占庭历史学家乔治·帕奇米尔斯和尼基弗鲁斯·格里高拉斯否认他共治皇帝身份的原因。塞奥多利拥有的特权相当广泛：他可以授予地产和俸禄，介入各种法律纠纷。应乌拉米泽请求，塞奥多利迫使以弗所大主教尼基弗鲁斯将一块据称是非法购买的土地归还给乌拉米泽所在的修道院。塞奥多利在父亲外出期间，主持御前会议，还会为空缺的教会职位提名候选人。
1241年5月，约翰三世·瓦塔泽斯再次围攻君士坦丁堡，但很快意识到无力攻克君士坦丁堡城，便开始和平谈判，塞奥多利陪同父亲与拉丁使节会面。6月24日，双方签署为期两年的休战协议。同月，伊凡·阿森二世去世，保加利亚削弱。瓦塔泽斯趁机在1241年末进攻保加利亚盟友伊庇鲁斯。在出征前，瓦塔泽斯命塞奥多利留在小亚细亚负责政务。塞奥多利像父亲和外祖父一样，设立巡回宫廷，走访尼西亚帝国在安纳托利亚的大多数城镇和村庄。
就在此时，蒙古将领拜住从东面入侵尼西亚帝国东部邻邦塞尔柱王朝罗姆苏丹国，占领埃尔祖鲁姆。塞奥多利将此事告知父亲，但瓦塔泽斯正在围攻塞萨洛尼基，拒绝返回小亚细亚。瓦塔泽斯坚持围攻取胜，同样自称皇帝的塞萨洛尼基统治者约翰·科穆宁·杜卡斯（1237年—1244年在位）放弃皇帝头衔，以换取瓦塔泽斯授予拜占庭宫廷头衔专制君主。1243年6月26日，蒙古人继续攻打塞尔柱人，1243年克塞山战役击败苏丹凯霍斯鲁二世（1237年—1246年在位）。塞尔柱人同意每年向蒙古人进贡后，尼西亚帝国成为唯一保持完全独立的安纳托利亚国家。恐惧蒙古入侵，成为尼西亚帝国外交的长期因素。
1246年，瓦塔泽斯再次出征色雷斯，再度让塞奥多利负责小亚细亚的行政管理。瓦塔泽斯占领塞雷后，塞萨洛尼基主要市民不敢冒险长期抵抗围攻，就打开城门，自愿向瓦塔泽斯表示效忠。由于大多数马其顿城镇效仿此举，瓦塔泽斯几乎使他帝国领土扩大一倍。

### 朋友与批评者
塞奥多利与一群年轻知识分子结成亲密友谊。他们都出生在君士坦丁堡被拉丁人征服之后，与他们父辈那“蒙羞的一代”（如君士坦丁堡普世牧首日耳曼努斯二世所指）不同，他们没有经历过流亡之耻。朋友的陪伴帮助塞奥多利度过行使统治权时深感忧郁的时期。塞奥多利最亲密的朋友乔治·木扎伦童年时是他侍从队伍中的侍从。用乌拉米泽的话说，木扎伦三兄弟——乔治、塞奥多利和安德罗尼库斯——“出身低贱得可怜”，但他们是有才华的歌手和音乐家。塞奥多利的其他大多数亲信，如约瑟夫·美索不达米特斯和康斯坦斯·圣塞奥多里特斯，都出身更为显赫的家族，是高级官员和神职人员的亲戚。
在哲学讨论中，塞奥多利的推理风格经常受到同伴取笑。塞奥多利因朋友嘲笑而心烦，但主教和贵族的批评言论对他声誉危害更大。以弗所大主教尼基弗鲁斯斥责塞奥多利傲慢且不遵守禁食规定。塞萨洛尼基总督塞奥多利·菲莱斯散布诋毁塞奥多利与一名未具名女子有染的诽谤诗，在品行方面质疑他。塞奥多利在乌拉米泽得知菲莱斯指控自己后，试图为自己辩白，但没能说服自己曾经的导师。乌拉米泽不容忍性行为不检，还为此撰有一本名为《皇帝的形象》的君主镜鉴，警告塞奥多利和他父亲要谨防淫乱。另一方面，塞奥多利经常取笑主教的自我吹嘘、粗俗言语、无知的异端言论，甚至是他们外貌。

### 迈向单独统治
瓦塔泽斯本想再度将目标对准君士坦丁堡，但1252年春，伊庇鲁斯统治者米哈伊尔二世·科穆宁·杜卡斯（1230年—1266/68年在位）入侵尼西亚帝国在马其顿的领土，他不得不加以应对。瓦塔泽斯任命塞奥多利为其在小亚细亚的总督，自己则前往欧洲反击米哈伊尔二世，迫使他返回伊庇鲁斯。8月底前，保加利亚的伊琳妮意外死于不明原因。塞奥多利为妻子哀悼的时间超过惯例的四十天，他在父亲命令下才停止禁食，脱下黑衣。妻子之死助长塞奥多利的忧郁情绪，他把自己封闭在宫中，专注于哲学研究和写作。直到1253年，塞奥多利才重新开始定期访问小亚细亚城镇。
1253年初，神圣罗马帝国皇帝弗里德里希二世之子及继任者康拉德四世（1250年—1254年在位）将父亲情妇比安卡·兰西亚的大多数亲属驱逐出境。他们逃到尼西亚，投奔比安卡的女儿皇后科斯坦察-安娜。由于父亲当时在色雷斯，这些流亡者由塞奥多利接待。康拉德改变主意，派学识渊博的霍恩堡的贝特霍尔德（兰西亚家族的姻亲）到尼西亚与他们展开谈判。塞奥多利在等待父亲从色雷斯返回期间，与霍恩堡开展哲学对话。当时欧洲对古希腊哲学家的研究日益深入，霍恩堡向塞奥多利索要希腊哲学著作。这一请求让塞奥多利增强对希腊古老遗产的自豪感，他决定出版自己作品。
1253年冬，瓦塔泽斯回到尼西亚。1254年年初，瓦塔泽斯突然生病，且再也没能真正康复。瓦塔泽斯的病情使塞奥多利成为帝国实际统治者。不久，蒙古人准备再次入侵小亚细亚的消息传到尼西亚，瓦塔泽斯奄奄待毙。

## 统治

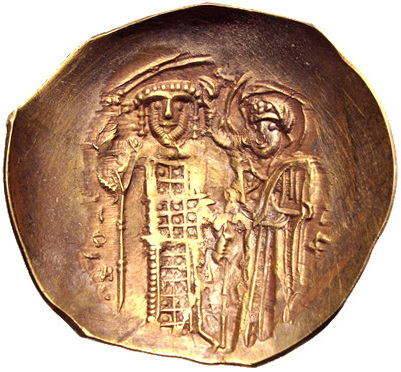
塞奥多利二世在位第一年发行的希柏皮隆金币，币面上绘有他与圣母玛利亚的形象

### 即位
约翰三世·瓦塔泽斯于1254年11月4日在尼西亚去世，将一个繁荣的帝国留给塞奥多利。塞奥多利被拥立为皇帝，但由于普世牧首之位空缺，他未被加冕。阿克罗颇立塔斯在瓦塔泽斯葬礼上的悼词中，表达希望塞奥多利能带领尼西亚人将拉丁人逐出君士坦丁堡的愿望，将他比作《出埃及记》中指引着以色列人的“云柱”。然而，尽管当时尼西亚帝国正日益强大，但塞奥多利还不敢冒险对君士坦丁堡发起进攻，因为他的帝国边境面临着众敌环伺。
塞奥多利禁止父亲遗孀安娜-科斯坦察返回她故乡西西里。此举激怒安娜-科斯坦察的弟弟、当时刚在西西里王国掌权的曼弗雷德（1258年—1266年在位）。和安娜-科斯坦察一样，曼弗雷德也是神圣罗马帝国皇帝弗里德里希二世与比安卡·兰西亚私生子。1254年5月，他们同父异母婚生哥哥康拉德四世去世后，霍恩堡的贝特霍尔德在西西里为康拉德年幼儿子康拉丁（1254年—1258年在位）担任摄政，但在8月，贝特霍尔德被迫辞职，将权力让与曼弗雷德。四年后，曼弗雷德加冕为西西里国王。塞奥多利在友爱之城与塞尔柱王朝罗姆苏丹凯考斯二世（1246年—1262年在位）会面，缔结对抗蒙古人的防御同盟。凯考斯虽已承认蒙古人的宗主权，但未曾前往元宪宗蒙哥的宫廷向他称臣。
塞奥多利本想让乌拉米泽担任新普世牧首，尽管努力劝说，但他的老导师还是拒绝此职。塞奥多利的下一位候选人、出身贵族的隐士阿西尼奥斯·奥托雷亚诺斯接受此职。这位新普世牧首一就任，就于1254年圣诞节为塞奥多利加冕并涂油，使他正式成为皇帝。据对阿西尼奥斯持敌对态度的史料记载，尽管传统上需向选举人提供三名候选人，但他是塞奥多利唯一提名的普世牧首人选。阿西尼奥斯这一据称不合常规的任命引发被称为“阿西尼奥斯分裂”的冲突，从1265年持续到1310年。阿西尼奥斯一直忠实支持塞奥多利，听从他命令。
塞奥多利在1254年12月写给乔治·木扎伦的一封信中提到“不正当的风流韵事和极不正义的阴谋”，虽未指名道姓说出对手，但历史学家迈克尔·安戈尔德认为，神圣罗马帝国皇帝弗里德里希二世类似政策可能启发塞奥多利“对他的贵族采取更专制的立场”。塞奥多利任命乔治·木扎伦为首席军队战备官，乔治的兄弟安德罗尼库斯被指定为新任皇宫禁卫军大将军。塞奥多利还对出身平民的将领君士坦丁·马伽利提斯青睐有加，他为一些在父亲统治期间被边缘化的贵族提供重要官职，召回母亲的叔父米哈伊尔·拉斯卡利斯、曼努埃尔·拉斯卡利斯，让他们结束流亡，并将两名奈斯通格斯家族成员乔治·奈斯通格斯、伊萨克·奈斯通格斯任命为将军，奈斯通格斯家族曾参与过叛乱。塞奥多利这些任命冒犯大多数贵族。

### 与保加利亚的战争
塞奥多利的小舅子、年轻的保加利亚沙皇米哈伊尔二世·阿森（1256/57年—1246年在位）趁瓦塔泽斯去世之机，企图夺回1241年后被尼西亚帝国占领的保加利亚土地。1254年12月或1255年1月，米哈伊尔入侵马其顿和色雷斯。当地大多数尼西亚驻军规模较小，而且当地保加利亚人支持入侵者。保加利亚人迅速占领大多数色雷斯要塞，马其顿的两座城镇韦莱斯、斯科普里也向他们投降。塞奥多利仓促召集军事会议，采纳乔治·木扎伦立即发动反击的提议。塞奥多利决定亲自率军作战，于1255年2月将小亚细亚的行政管理事务托付给木扎伦。塞奥多利突然袭击，迫使入侵者从色雷斯撤退，他还命令两位尼西亚贵族阿莱克修斯·斯特拉特戈普洛斯和迪米特里·托奈科斯追击保加利亚人。这两位将军率领部队穿越罗多彼山脉山口时，一直担心遭遇伏击。斯特拉特戈普洛斯和托奈科斯意外听到牧羊人和猪倌的号角声时，便在惊慌失措中撤退，甚至把无法搬运的行李都扔在原地。塞奥多利被这次惨败给激怒，他命令斯特拉特戈普洛斯和托奈科斯火速赶到自己在哈德良堡的营地，但两位指挥官都违抗命令，拒绝觐见。
为尼西亚帝国效力的保加利亚雇佣兵德拉戈塔斯在夏天倒戈，围攻梅尔尼克。塞奥多利匆忙从哈德良堡出发，率领援军前往梅尔尼克城。保加利亚人在茹佩尔峡谷设下埋伏，但他成功避开，德拉戈塔斯在塞奥多利到达时放弃围攻。塞奥多利从梅尔尼克出发，前往塞萨洛尼基，解除老对手菲莱斯的总督职务。塞奥多利关闭当地造币厂，因为他想在小亚细亚建立一个集中化的货币生产体系，在赫勒斯滂海峡亚洲一侧的阿斯翠齐翁统一发行货币。塞奥多利入侵马其顿，迫使韦莱斯的保加利亚驻军投降，但由于遭遇干旱，他无法继续在干旱的奥维智地区进军。塞奥多利前往塞雷，确认马其顿各城镇享有的财政特权。塞奥多利认为奥赫里德大主教君士坦丁·卡瓦西拉斯是伊庇鲁斯专制君主米哈伊尔二世忠实支持者，还下令逮捕卡瓦西拉斯。
1255年深秋，一份关于蒙古入侵小亚细亚的报告迫使塞奥多利离开马其顿。后来报告被证实为虚假，塞奥多利便对策皮纳要塞发动进攻，但由于军队无法通过狭窄且积雪结冰的山口，他不得不撤军，年底前后返回安纳托利亚。塞奥多利大肆赏赐荣誉和礼物给亲信，任命曼努埃尔·拉斯卡利斯和君士坦丁·马伽利提斯分别为自己在色雷斯军队的总司令，要求乔治·木扎伦负责实施军事改革。与此同时，塞奥多利开始对付那些他不信任的旧贵族家族成员。君士坦丁·斯特拉特戈普洛斯和塞奥多利·菲莱斯这两位冒犯过他的贵族被刺瞎双眼，阿莱克修斯·斯特拉特戈普洛斯和阿莱克修斯·巴乌尔的四个儿子中的三人被投入监狱。塞奥多利表弟米哈伊尔·帕列奥列格逃到塞尔柱人那里以逃避监禁。塞奥多利还利用皇帝控制贵族婚姻的权力，在自己出身低微的亲信和旧贵族之间建立家族联系。乔治·木扎伦与帕列奥列格外甥女塞奥多拉·坎塔库震努斯·帕里奥列吉娜成婚，安德罗尼库斯·木扎伦与阿莱克修斯·巴乌尔的女儿成婚。
塞奥多利决定再度就尼西亚东正教会和天主教会之间的教会联合事宜与教宗亚历山大四世（1254年—1261年在位）展开谈判，于1256年4月或5月派使节前往罗马。基督教两大分支之间的裂痕可以追溯到若干因素，比如在神职人员婚姻和斋戒问题上的不同观点，以及拜占庭帝国与罗马教廷之间的政治冲突。东西教会大分裂始于1054年双方相互课以绝罚，尽管有关两大教会联合的讨论在1112年就已开始，但这一分裂被证明无法弥合。关于圣灵降临的不同观点一直是导致两个教会教派分裂的重要原因。东正教神学家认为圣灵仅由圣父而出，但天主教神学家则称圣灵由圣父“和圣子”而出。塞奥多利委托乌拉米泽总结东正教立场。乌拉米泽采取一种和解姿态，得出结论认为关于圣灵通过圣子由圣父而出的表述完全符合《圣经》和教父著作。但塞奥多利不接受自己导师的观点，强硬坚持传统东正教教义。
1256年初，保加利亚沙皇米哈伊尔二世派遣库曼骑兵洗劫色雷斯。尽管塞奥多利已指示拉斯卡利斯和马伽利提斯采取防御策略，但他们还是追击库曼人，兵力遭到入侵者重创。塞奥多利不得不组建一支新军队，部分士兵从安纳托利亚农民中征召而来，然后渡过赫勒斯滂海峡。塞奥多利派遣包括在他麾下服务的库曼骑兵在内的兵力去对抗入侵者，在色雷斯的两场战役中击溃保加利亚军队。塞奥多利在马奇瓦公爵罗斯季斯拉夫·米哈伊洛维奇（1254年—1262年在位）斡旋下与米哈伊尔二世展开和平谈判。米哈伊尔二世刚与罗斯季斯拉夫的女儿结婚，而罗斯季斯拉夫的妻子匈牙利的安娜是塞奥多利表妹。罗斯季斯拉夫来到色雷斯与塞奥多利达成协议。阿克罗颇立塔斯起草一份关于恢复尼西亚帝国和保加利亚战前边界的条约草案。罗斯季斯拉夫接受该条约条款，于6月29日代表米哈伊尔二世签署和平条约。条约规定米哈伊尔二世将勒吉纳割让给尼西亚人，但保加利亚驻军不必立即从该要塞撤出。塞奥多利认为罗斯季斯拉夫欺骗自己，于是下令当众鞭打阿克罗颇立塔斯。塞奥多利这一行为并不明智，因为保加利亚人在9月初就将要塞交出。塞奥多利随后派乔治·木扎伦去与向阿克罗颇立塔斯转达自己歉意。
这份和平条约在保加利亚引起极大愤慨，米哈伊尔二世堂弟卡里曼·阿森（1256年在位）以此为借口策划阴谋，推翻沙皇。卡里曼·阿森夺取皇位，但他从未能获得军队支持。一场新阴谋推翻卡里曼·阿森后，罗斯季斯拉夫·米哈伊洛维奇和米哈伊尔二世姐夫米措·阿森（1256—1257年在位）都宣称拥有皇位继承权。大多数波雅尔更倾向于第三位候选人康斯坦丁·提赫（1257年—1277年在位），尽管他与在位的阿森王朝并无亲缘关系。

### 领土扩张

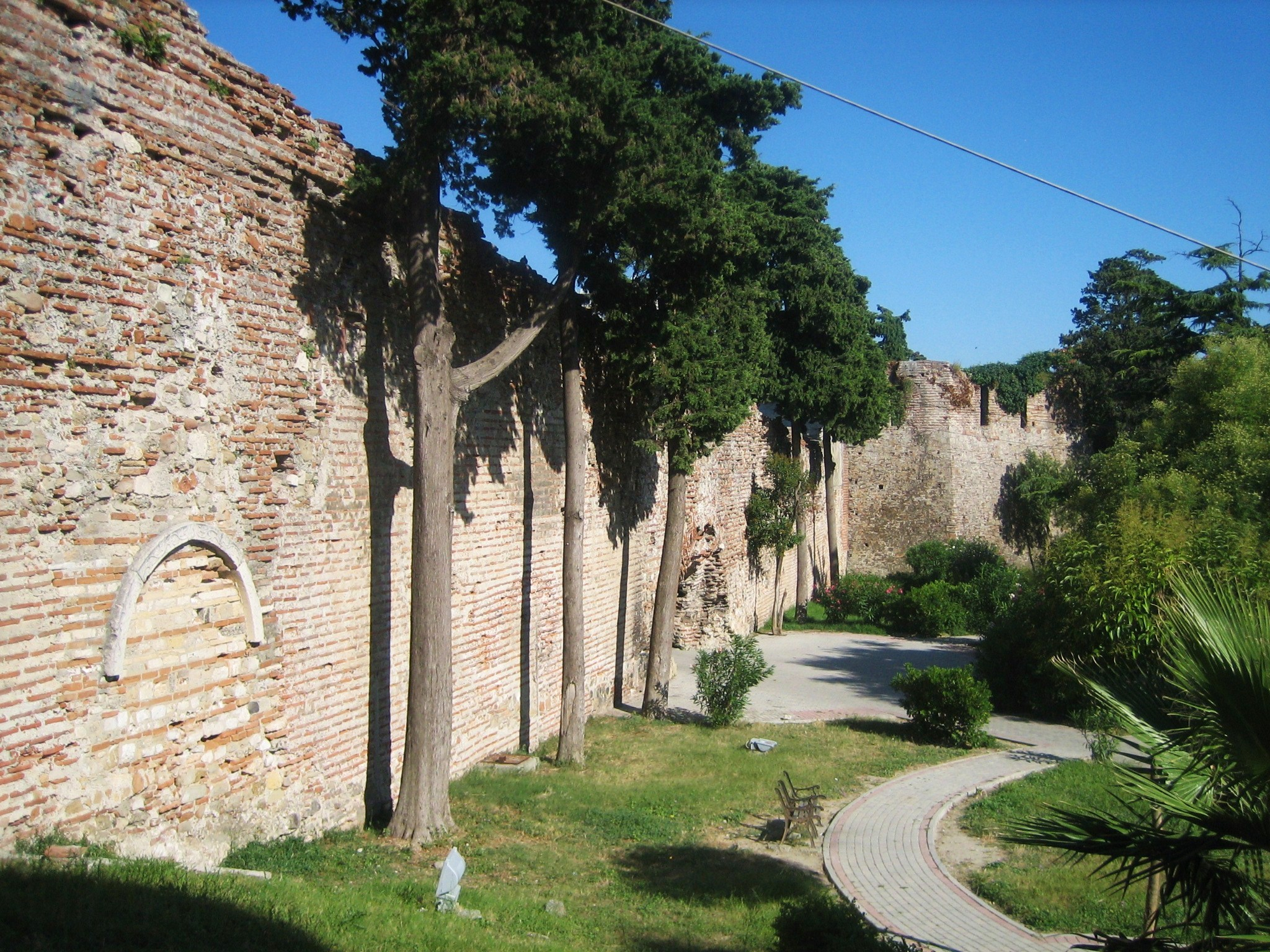
都拉斯城堡（位于今阿尔巴尼亚的都拉斯）周边拜占庭帝国防御工事的遗址

塞奥多利与保加利亚的战争促使伊庇鲁斯和塞尔维亚关系缓和。伊庇鲁斯专制君主米哈伊尔二世与塞尔维亚国王斯特凡·乌罗什一世（1243年—1276年在位）正式结盟，他还向那些已承认尼西亚帝国宗主权的阿尔巴尼亚首领赠送礼物以争取支持。塞奥多利的女儿玛丽亚和米哈伊尔二世的儿子及继承人尼基弗鲁斯（1266/68年—1296/98年在位）在瓦塔泽斯统治时期就已订婚。塞奥多利在与保加利亚人讲和后，命令米哈伊尔二世将尼基弗鲁斯送到塞萨洛尼基与玛丽亚完婚。尼基弗鲁斯由母亲塞奥多拉·佩特拉利菲娜陪同前往。塞奥多利趁机将塞奥多拉扣为人质，直到米哈伊尔二世将塞尔维娅、都拉斯割让给自己后，塞奥多利才允许她返回伊庇鲁斯。这两座城镇的归属确保尼西亚帝国控制埃格纳蒂亚大道，这条古道横跨巴尔干半岛，连接着君士坦丁堡和亚得里亚海沿岸。但米哈伊尔二世在妻子获释后，仍对塞奥多利心怀敌意。
塞奥多利在塞萨洛尼基接见教宗使节、奥尔维耶托主教君士坦丁。他们关于教会联合和召开新大公会议（东正教和天主教主教的全体会议）的谈判无果而终，因为使节的让步授权有限，而且塞奥多利也不愿在神学上做出让步。塞奥多利还保留召集东正教主教召开宗教会议以讨论教会联合条件的权利。塞奥多利与罗马教廷保持通信，但未再主动发起新谈判。
1256年10月14日，蒙古人入侵小亚细亚，击败凯考斯二世。塞奥多利急忙返回安纳托利亚监督防御准备工作。凯考斯逃到尼西亚帝国避难，蒙古人则扶植他弟弟基利杰阿尔斯兰四世（1246/49年—1266年在位）为新罗姆苏丹。塞奥多利在马格尼西亚附近平原上集结军队。波斯的蒙古统治者、伊利汗旭烈兀（1256年—1265年在位）派代表团与塞奥多利就凯考斯的未来展开谈判。旭烈兀同意在1257年春将军队从罗姆撤出，条件是将罗姆苏丹国在凯考斯和基利杰阿尔斯兰之间作出划分。凯考斯在前往罗姆之前，将吕科斯河谷四座要塞割让给尼西亚帝国，以换取一支300人的辅助部队。塞奥多利这些成就让他自己自信心大增。塞奥多利自豪宣称他帝国版图包括远至亚得里亚海的都拉斯和黑海的卡兰比斯角领土。塞奥多利在与保加利亚战争中，确信应该从安纳托利亚农民中招募士兵。塞奥多利在给乌拉米泽的一封信中，说本土的“希腊人”远比外国雇佣兵更可靠。

### 疾病与驾崩

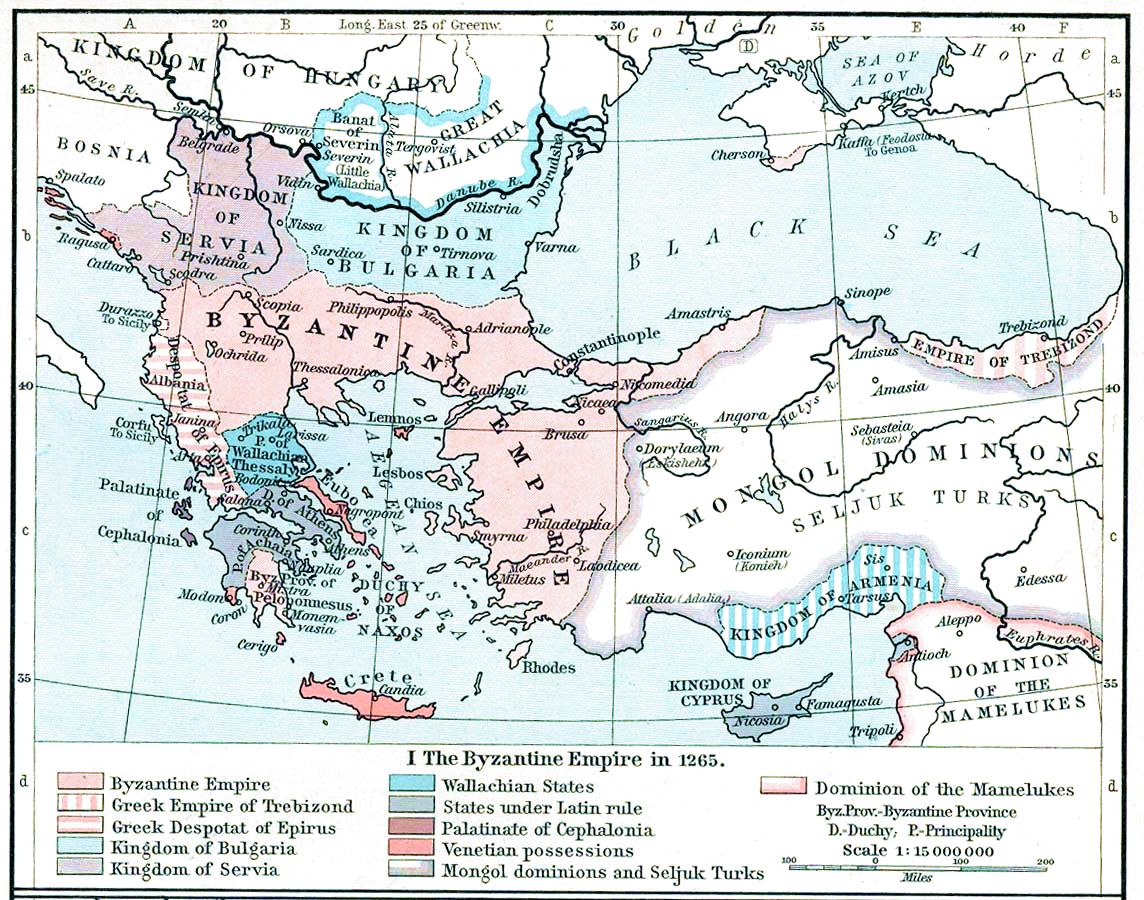
在米哈伊尔八世·帕列奥列格统治初期（1265年）恢复的拜占庭帝国，其大部分欧洲领土是在1246年至1254年间被塞奥多利的父亲所夺取的

1257年11月，塞奥多利身患重病。当时还不到十六岁的乔治·帕奇米尔斯诊断他患有癫痫，提到塞奥多利经常失去意识，“瘫倒在地”。帕奇米尔斯还将塞奥多利那些不同寻常的任命以及他试图在贵族和平民之间缔结婚姻联盟的行为描述为他患病的症状。阿克罗颇立塔斯只注意到塞奥多利体重严重下降，整个人瘦得只剩皮包骨头；乌拉米泽则将塞奥多利的病描述为“一种天灾和奇怪的疾病”，也提及他的忧郁和恐惧症。塞奥多利自己写道，疼痛难以忍受，手臂有麻痹感。现代疾病史学家对塞奥多利的病症诊断并未达成一致。医学史学家约翰·拉斯卡罗托斯和神经学家帕纳吉奥蒂斯·齐斯认为帕奇米尔斯诊断正确，得出塞奥多利在二十多岁后期患上全身强直阵挛发作的结论。历史学家唐纳德·尼科尔则提出塞奥多利的疾病“使他受情绪摆布，他以专制和固执的脾气来弥补自己的紧张情绪”。医学史学家乔治斯·马克里斯在其1995年关于拜占庭帝国癫痫的研究中认为塞奥多利没有患癫痫。历史学家迪米特尔·安杰洛夫不接受帕奇米尔斯的诊断，提出塞奥多利痉挛和失去平衡的症状，表明他患的是脑癌、脊椎癌或肺癌。
塞奥多利因病无法亲自指挥军队。塞奥多利在马其顿新任命的军队指挥官大多出身低微，无法阻止伊庇鲁斯人、阿尔巴尼亚人、塞尔维亚人袭击尼西亚帝国。斯特凡·乌罗什一世在普里莱普附近击败尼西亚军队。米哈伊尔二世的小姨子玛丽亚·佩特拉利菲娜与塞奥多利的指挥官君士坦丁·卡巴伦通信，让他误以为她渴望与自己成婚，但卡巴伦在与她会面时被俘。塞奥多利新组建的安纳托利亚农民军在埃德萨被击溃。塞奥多利不得不召回流亡归来的米哈伊尔·帕列奥列格，让他统领一支新军队前往马其顿。帕列奥列格击败伊庇鲁斯人，但塞奥多利命令他返回，不许进军普里莱普。帕列奥列格撤离后，米哈伊尔二世占领普里莱普，俘虏该地总督阿克罗颇立塔斯。米哈伊尔二世正计划进攻塞萨洛尼基，但西西里国王曼弗雷德与前任一样，觊觎拜占庭帝国在巴尔干半岛的领土，从西面入侵伊庇鲁斯。米哈伊尔二世不想放弃自己计划，于是与曼弗雷德结盟，到1258年2月底，他们将尼西亚驻军从都拉斯和其他亚得里亚海沿岸要塞驱逐出去。
保加利亚沙皇康斯坦丁·提赫休弃第一任妻子，向塞奥多利长女伊琳妮求婚。康斯坦丁·提赫知道与身为沙皇伊凡·阿森二世外孙女的伊琳妮结婚能强化他的统治权主张。塞奥多利希望确认与保加利亚的和平条约，便接受康斯坦丁·提赫提议。伊琳妮前往保加利亚嫁给康斯坦丁·提赫。
塞奥多利在生命最后几个月里，很少离开他在马格尼西亚的宫殿。塞奥多利深信巫术导致自己病情，指责朝臣对他施咒，许多人受到审问。米哈伊尔·帕列奥列格的姐姐玛丽亚-玛莎是塞奥多利偏执狂行为的最著名受害者。塞奥多利曾强迫玛丽亚-玛莎的女儿塞奥多拉·塔坎尼奥提萨嫁给年迈的瓦西里·卡瓦拉里奥斯，但这桩婚姻从未圆房。卡瓦拉里奥斯将自己性无能归咎于岳母施行巫术后，塞奥多利将玛丽亚-玛莎装进一个装满猫的袋子里，让猫狠狠抓她肉。玛丽亚-玛莎之所以被释放，是因为塞奥多利突然惊慌起来，害怕她施行巫术。塞奥多利还因害怕玛丽亚-玛莎的弟弟报复，以投毒的罪名将米哈伊尔·帕列奥列格监禁起来，但很快又将他释放。皇帝临终时指定自己七岁儿子约翰（1254年—1261年在位）为唯一继承人，任命乔治·木扎伦为摄政，直至约翰成年。塞奥多利出家成为修道士，但保留洗礼名。塞奥多利在一篇论文中总结自己罪过，请求牧首会议给予赦免。1258年8月16日，塞奥多利在马格尼西亚皇宫中去世。塞奥多利被安葬在西皮洛斯山上的叟桑德拉修道院，与父亲葬在一起。14世纪土耳其征服该地区后，塞奥多利的坟墓和修道院都遭毁坏。
塞奥多利去世时，贵族曾在他病榻前宣誓效忠于木扎伦，但他们很快就开始密谋反对他。十天后，木扎伦被谋杀，米哈伊尔·帕列奥列格担任幼帝约翰四世·拉斯卡利斯的摄政。帕列奥列格成功说服贵族，让他们相信由孩童统治的帝国无法抵御敌人攻击，于是他在当年年底前获宣布为共治皇帝，是为米哈伊尔八世（1259年—1282年在位）。1259年初，米哈伊尔八世和约翰四世一起加冕，普世牧首先将皇冠戴在米哈伊尔八世头上。米哈伊尔八世在与热那亚签订协议对抗拉丁帝国后，派遣阿莱克修斯·斯特拉特戈普洛斯去侦察君士坦丁堡的防御情况。斯特拉特戈普洛斯利用拉丁军队主力当时正在外出作战的机会，于1259年7月25日发动突然袭击，夺取君士坦丁堡。米哈伊尔八世第二次单独在圣索菲亚大教堂加冕。1261年12月25日，米哈伊尔八世把幼帝约翰四世双眼刺瞎，使他无法再统治。为强调拉斯卡利斯家族已失去皇室地位，米哈伊尔八世将约翰三个姐姐嫁给意大利和保加利亚小贵族。

## 学术作品
塞奥多利是热衷于哲学和神学研究的文人，在即位后不久便将宫廷变成著名学者的聚集地。塞奥多利下令将他和父亲在城市图书馆收集的书籍提供给所有想阅读的人。塞奥多利在父亲在世时，就开始撰写关于哲学、神学和历史主题的论文，但在1253年与霍恩堡的贝特霍尔德会面后才决定准备他作品的手稿版本。这些作品被收集在四部古抄本中，但只有三部留存下来。
塞奥多利的《导师讽刺诗》很可能写于1258年，是他现存最早作品。这首讽刺诗是塞奥多利献给自己首席授业导师的，将他描绘成受教育程度不高且粗鲁的人，还说他在保加利亚期间习得魔法。塞奥多利还撰有赞美尼西亚市民、父亲、阿克罗颇立塔斯的颂词。塞奥多利的《第一次反对拉丁人的演说，或论圣灵降临》、《论三位一体》等神学作品，彰显出他坚持东正教神学。塞奥多利献给圣母玛利亚的两重轮唱《向圣母的大祈祷经》是他最著名的作品，在他去世前几个月创作，至今仍在东正教仪式中吟唱。

## 家庭
塞奥多利和伊琳妮结婚时，两人均未达到法定最低结婚年龄（男孩十四岁，女孩十二岁），但这种早婚现象在尼西亚帝国贵族和平民中并不罕见。婚礼于1235年初在兰普萨库斯举行。多年后，塞奥多利形容伊琳妮是自己青春之花，并表示他们“无与伦比的爱情纽带”使他们“比所有人都幸福”。伊琳妮育有四五个女儿和一个儿子。他们子女情况如下：
1. 伊琳妮，与保加利亚沙皇康斯坦丁·提赫结婚，她在1270年左右死前一直是皇帝米哈伊尔八世的死敌[79]。
2. 玛丽亚，与伊庇鲁斯专制君主尼基弗鲁斯一世·科穆宁·杜卡斯结婚，她死于1257年初至1265年间[80][81]。
3. 塞奥多拉，据帕奇米尔斯和尼基弗鲁斯·格里高拉斯记载，她被米哈伊尔八世嫁给一位摩里亚贵族“Maïos Débélikourtos”。历史学家阿尔贝·法伊勒认定此人是在亚该亚侯国拥有维利戈斯蒂男爵领地的蒙斯的马修[82]。
4. 欧多西娅，她先与文蒂米利亚伯爵古列尔莫-皮耶特罗结婚，他约死于1280年。她的第二任丈夫是帕拉斯伯爵罗赫尔·阿尔瑙，死于1288年。丧偶后的欧多西娅与阿拉贡海军上将贝尔纳特·德萨里亚有过一段恋情，她死于1309年[83]。
5. 据帕奇米尔斯记载，保加利亚波雅尔专制君主雅科夫·斯维托斯拉夫娶有塞奥多利的另一个女儿。由于其他拜占庭历史学家未曾提及她，所以她可能是塞奥多利的私生女[84]。帕奇米尔斯也未提及她的名字。
6. 约翰，塞奥多利唯一的儿子，虽在遭受残害后幸存下来，但余生都在狱中度过，约死于1309年[85]。

| \| \| \| \| \| \| \| \| \| \| \| \| \| \| \| \| \| \| \| \| 祖父：统领瓦西里·瓦塔泽斯 \| \| \| \| \| \| \| \| \| \| \| \| \| \| \| \| \| \| \| \| \| \| \| \| \| \| \| \| \| \| \| \| \| \| \| \| \| \| \| \| \| \| \| \| \| \| \| \| \| \| \| \| \| \| 父：罗马皇帝约翰三世·杜卡斯·瓦塔泽斯 \| \| \| \| \| \| \| \| \| \| \| \| \| \| \| \| \| \| \| \| \| \| \| \| \| \| \| \| \| \| \| \| \| \| \| \| \| \| \| \| \| \| \| \| \| \| \| \| \| \| \| \| \| \| 外高祖父：君士坦丁·安苴鲁斯 \| \| \| \| \| \| \| \| \| \| \| \| \| \| \| \| \| \| \| \| \| \| \| \| \| \| \| \| \| \| \| \| \| \| \| \| \| \| \| \| \| \| \| \| \| \| \| \| \| \| \| \| \| \| 外曾祖父：伊萨克·安苴鲁斯·杜卡斯 \| \| \| \| \| \| \| \| \| \| \| \| \| \| \| \| \| \| \| \| \| \| \| \| \| \| \| \| \| \| \| \| \| \| \| \| \| \| \| \| \| \| \| \| \| \| \| \| \| \| \| \| \| \| 外高祖母：塞奥多拉·科穆宁（罗马皇帝阿莱克修斯一世·科穆宁与皇后伊琳妮·杜凯娜之女） \| \| \| \| \| \| \| \| \| \| \| \| \| \| \| \| \| \| \| \| \| \| \| \| \| \| \| \| \| \| \| \| \| \| \| \| \| \| \| \| \| \| \| \| \| \| \| \| \| \| \| \| \| \| 祖母： \| \| \| \| \| \| \| \| \| \| \| \| \| \| \| \| \| \| \| \| \| \| \| \| \| \| \| \| \| \| \| \| \| \| \| \| \| \| \| \| \| \| \| \| \| \| \| \| \| \| \| \| \| \| 罗马皇帝塞奥多利二世·拉斯卡利斯 \| \| \| \| \| \| \| \| \| \| \| \| \| \| \| \| \| \| \| \| \| \| \| \| \| \| \| \| \| \| \| \| \| \| \| \| \| \| \| \| \| \| \| \| \| \| \| \| \| \| \| \| \| \| 外祖父：罗马皇帝塞奥多利一世·拉斯卡利斯 \| \| \| \| \| \| \| \| \| \| \| \| \| \| \| \| \| \| \| \| \| \| \| \| \| \| \| \| \| \| \| \| \| \| \| \| \| \| \| \| \| \| \| \| \| \| \| \| \| \| \| \| \| \| 母：罗马皇后伊琳妮·拉斯卡丽娜 \| \| \| \| \| \| \| \| \| \| \| \| \| \| \| \| \| \| \| \| \| \| \| \| \| \| \| \| \| \| \| \| \| \| \| \| \| \| \| \| \| \| \| \| \| \| \| \| \| \| \| \| \| \| 外高祖父：安德罗尼库斯·杜卡斯·安苴鲁斯（君士坦丁·安苴鲁斯与塞奥多拉·科穆宁之子） \| \| \| \| \| \| \| \| \| \| \| \| \| \| \| \| \| \| \| \| \| \| \| \| \| \| \| \| \| \| \| \| \| \| \| \| \| \| \| \| \| \| \| \| \| \| \| \| \| \| \| \| \| \| 外曾祖父：罗马皇帝阿莱克修斯三世·安苴鲁斯 \| \| \| \| \| \| \| \| \| \| \| \| \| \| \| \| \| \| \| \| \| \| \| \| \| \| \| \| \| \| \| \| \| \| \| \| \| \| \| \| \| \| \| \| \| \| \| \| \| \| \| \| \| \| 外高祖母：埃芙菲罗丝奈·卡斯塔莫尼提萨 \| \| \| \| \| \| \| \| \| \| \| \| \| \| \| \| \| \| \| \| \| \| \| \| \| \| \| \| \| \| \| \| \| \| \| \| \| \| \| \| \| \| \| \| \| \| \| \| \| \| \| \| \| \| 外祖母：罗马皇后安娜·科穆宁·安吉莉娜 \| \| \| \| \| \| \| \| \| \| \| \| \| \| \| \| \| \| \| \| \| \| \| \| \| \| \| \| \| \| \| \| \| \| \| \| \| \| \| \| \| \| \| \| \| \| \| \| \| \| \| \| \| \| 外高祖父：安德罗尼库斯·卡玛特罗斯 \| \| \| \| \| \| \| \| \| \| \| \| \| \| \| \| \| \| \| \| \| \| \| \| \| \| \| \| \| \| \| \| \| \| \| \| \| \| \| \| \| \| \| \| \| \| \| \| \| \| \| \| \| \| 外曾祖母：罗马皇后埃芙菲罗丝奈·杜凯娜·卡玛特拉 \| \| \| \| \| \| \| \| \| \| \| \| \| \| \| \| \| \| \| \| \| \| \| \| \| \| \| \| \| \| \| \| \| \| \| \| \| \| \| \| \| \| \| \| \| \| \| \| \| \| \| \| |                                                                                   |  |  |  |  |  |  |  |  |  |  |  |  |  |  |  |
| |                                                                                   |  |  |  |  |  |  |  |  |  |  |  |  |  |  |  |
| | 祖父：统领瓦西里·瓦塔泽斯                                                         |  |  |  |  |  |  |  |  |  |  |  |  |  |  |  |
| |                                                                                   |  |  |  |  |  |  |  |  |  |  |  |  |  |  |  |
| |                                                                                   |  |  |  |  |  |  |  |  |  |  |  |  |  |  |  |
| | 父：罗马皇帝约翰三世·杜卡斯·瓦塔泽斯                                              |  |  |  |  |  |  |  |  |  |  |  |  |  |  |  |
| |                                                                                   |  |  |  |  |  |  |  |  |  |  |  |  |  |  |  |
| |                                                                                   |  |  |  |  |  |  |  |  |  |  |  |  |  |  |  |
| | 外高祖父：君士坦丁·安苴鲁斯                                                       |  |  |  |  |  |  |  |  |  |  |  |  |  |  |  |
| |                                                                                   |  |  |  |  |  |  |  |  |  |  |  |  |  |  |  |
| |                                                                                   |  |  |  |  |  |  |  |  |  |  |  |  |  |  |  |
| | 外曾祖父：伊萨克·安苴鲁斯·杜卡斯                                                  |  |  |  |  |  |  |  |  |  |  |  |  |  |  |  |
| |                                                                                   |  |  |  |  |  |  |  |  |  |  |  |  |  |  |  |
| |                                                                                   |  |  |  |  |  |  |  |  |  |  |  |  |  |  |  |
| | 外高祖母：塞奥多拉·科穆宁（罗马皇帝阿莱克修斯一世·科穆宁与皇后伊琳妮·杜凯娜之女） |  |  |  |  |  |  |  |  |  |  |  |  |  |  |  |
| |                                                                                   |  |  |  |  |  |  |  |  |  |  |  |  |  |  |  |
| |                                                                                   |  |  |  |  |  |  |  |  |  |  |  |  |  |  |  |
| | 祖母：                                                                            |  |  |  |  |  |  |  |  |  |  |  |  |  |  |  |
| |                                                                                   |  |  |  |  |  |  |  |  |  |  |  |  |  |  |  |
| |                                                                                   |  |  |  |  |  |  |  |  |  |  |  |  |  |  |  |
| | 罗马皇帝塞奥多利二世·拉斯卡利斯                                                   |  |  |  |  |  |  |  |  |  |  |  |  |  |  |  |
| |                                                                                   |  |  |  |  |  |  |  |  |  |  |  |  |  |  |  |
| |                                                                                   |  |  |  |  |  |  |  |  |  |  |  |  |  |  |  |
| | 外祖父：罗马皇帝塞奥多利一世·拉斯卡利斯                                           |  |  |  |  |  |  |  |  |  |  |  |  |  |  |  |
| |                                                                                   |  |  |  |  |  |  |  |  |  |  |  |  |  |  |  |
| |                                                                                   |  |  |  |  |  |  |  |  |  |  |  |  |  |  |  |
| | 母：罗马皇后伊琳妮·拉斯卡丽娜                                                     |  |  |  |  |  |  |  |  |  |  |  |  |  |  |  |
| |                                                                                   |  |  |  |  |  |  |  |  |  |  |  |  |  |  |  |
| |                                                                                   |  |  |  |  |  |  |  |  |  |  |  |  |  |  |  |
| | 外高祖父：安德罗尼库斯·杜卡斯·安苴鲁斯（君士坦丁·安苴鲁斯与塞奥多拉·科穆宁之子）  |  |  |  |  |  |  |  |  |  |  |  |  |  |  |  |
| |                                                                                   |  |  |  |  |  |  |  |  |  |  |  |  |  |  |  |
| |                                                                                   |  |  |  |  |  |  |  |  |  |  |  |  |  |  |  |
| | 外曾祖父：罗马皇帝阿莱克修斯三世·安苴鲁斯                                         |  |  |  |  |  |  |  |  |  |  |  |  |  |  |  |
| |                                                                                   |  |  |  |  |  |  |  |  |  |  |  |  |  |  |  |
| |                                                                                   |  |  |  |  |  |  |  |  |  |  |  |  |  |  |  |
| | 外高祖母：埃芙菲罗丝奈·卡斯塔莫尼提萨                                             |  |  |  |  |  |  |  |  |  |  |  |  |  |  |  |
| |                                                                                   |  |  |  |  |  |  |  |  |  |  |  |  |  |  |  |
| |                                                                                   |  |  |  |  |  |  |  |  |  |  |  |  |  |  |  |
| | 外祖母：罗马皇后安娜·科穆宁·安吉莉娜                                              |  |  |  |  |  |  |  |  |  |  |  |  |  |  |  |
| |                                                                                   |  |  |  |  |  |  |  |  |  |  |  |  |  |  |  |
| |                                                                                   |  |  |  |  |  |  |  |  |  |  |  |  |  |  |  |
| | 外高祖父：安德罗尼库斯·卡玛特罗斯                                                 |  |  |  |  |  |  |  |  |  |  |  |  |  |  |  |
| |                                                                                   |  |  |  |  |  |  |  |  |  |  |  |  |  |  |  |
| |                                                                                   |  |  |  |  |  |  |  |  |  |  |  |  |  |  |  |
| | 外曾祖母：罗马皇后埃芙菲罗丝奈·杜凯娜·卡玛特拉                                    |  |  |  |  |  |  |  |  |  |  |  |  |  |  |  |
| |                                                                                   |  |  |  |  |  |  |  |  |  |  |  |  |  |  |  |
| |                                                                                   |  |  |  |  |  |  |  |  |  |  |  |  |  |  |  |

## 延伸阅读
- Angelov, Dimiter G. . Dumbarton Oaks Papers. 2011–2012, 65/66: 237–269. ISSN 0070-7546. JSTOR 41933711.
- Angold, Michael. . Oxford University Press. 1975. ISBN 0-19-821854-0.

| 狄奧多爾二世 (尼西亞帝國) 拉斯卡利斯王朝出生于：1221年逝世於：1258年8月16日 | 狄奧多爾二世 (尼西亞帝國) 拉斯卡利斯王朝出生于：1221年逝世於：1258年8月16日 | 狄奧多爾二世 (尼西亞帝國) 拉斯卡利斯王朝出生于：1221年逝世於：1258年8月16日 |
| 統治者頭銜                                                                  | 統治者頭銜                                                                  | 統治者頭銜                                                                  |
| --------------------------------------------------------------------------- | --------------------------------------------------------------------------- | --------------------------------------------------------------------------- |
| 前任者： 约翰三世·杜卡斯·瓦塔泽斯                                           | 罗马皇帝 1254–1258                                                          | 繼任者： 约翰四世·拉斯卡利斯                                                |